# Risako Mitsui
Risako Mitsui, född den 23 september 1993 i Tokyo, är en japansk konstsimmare.
Hon tog OS-brons i duett och även ett OS-brons i lagtävlingen i samband med de olympiska tävlingarna i konstsim 2016 i Rio de Janeiro..